# Ахмед Югнакі
Ахмед Югнакі (каз. Ахмед Иүгінеки) — казахський поет XII століття. Народився в місцевості Югнакі в Туркестані. Батько — Махмуд, був акином. Ахмет Югнакі добре володів арабською мовою. У деяких джерелах його називають Уігнекі, Жуйюк. Він був сліпим. За деякими джерелами, з народження, але багато фахівців заперечують це, так як людина, що ніколи не бачила природної краси, не могла з таким почуттям описати її на поетичній мові, та й прочитати східну літературу. Тому вважається, що поет втратив зір з часом. Ахмет був дуже шанованою і авторитетною людиною свого часу.
Ахмет Югнакі — учень Ходжа Ахмета Яссауї. Він сприяв становленню літературної мови тюркських народів. Сучасники прозвали його «Адіб Ахмет» (це означає «мудрець Ахмет») за те, що він багато знав і читав. Написав свою знамениту книгу «Хібат-л-хакайик» («Повага істини»). Книга складається з 466 поетичних рядків. Автор книги торкнувся близько 20 проблемних тем. Твір написано арузьким поетичним розміром азербайджанською мовою. Існує в цілому три варіанти книги, які, мабуть, перероблені згодом, хоча різниця між ними суттєва.
Людина, на думку Ахмета Югнакі, приходить в цей світ, щоб пізнати Аллаха і науку. Пізнання таємниці землі — шлях до щасливого життя. Немає на землі нікого, хто б не хвалив творця всесвіту. Аллах створив доброту зі 100 частин. З них 99 частинок залишив у себе, а на землю відпустив тільки одну. Все на землі відбувається з волі Аллаха. Треба любити ближнього і людей в цілому, а Хікмет Аллаха треба відчувати. На думку поета, якщо людина не схильна до науки, скільки його не вчи, це рівносильно лити воду в пісок. Ніколи не говори погано про інших, і тоді про тебе не скаже ніхто погано. Якщо ти не бачив своїми очима, або до кінця не впевнений, не давай свідчення, не обмовляй, не свідчи неправдиво, не говори про те, чого не було зовсім. Це є великим гріхом.
Всі люди перед богом рівні, незважаючи на соціальні та інші статуси. Людина завжди повинна задовольнятися тим, що є і має, інакше вона втратить свою головну якість — людяність. За Ахметом Югнакі, тільки дурні люди можуть, по-перше, хвалитися своїм походженням, по-друге, ставити представників інших родів нижче себе, по-третє, вірити в те, що погода залежить від зірок і, по-четверте, довго плакати по померлому.
В людині найсолодше і найїдкіше місце — мова. Все хороше і погане — від мови. Сказане слово подібно випущеної стріли. Тому необхідно думати перед тим, як збираєшся сказати хоча б одне слово.
Копія знаменитої книги Ахмета Югнакі, що складається з 24 розділів, зберігається в бібліотеці Стамбульської мечеті. Твір Ахмета Югнакі відомий за копіями, зробленими 1444 року Арсланом Аміром і в 1480 році турецьким вченим Нажит Асилом. Турецькою мовою вперше книгу представив Рашид Рахметі Арат. Транскрипцію казахською мовою зробив Амір Нажит в 1981 році.